# بنیاد مسکن دانشجویی واسا
بنیاد مسکن دانشجویی واسا (به فنلاندی: Vaasan opiskelija-asuntosäätiö) (به سوئدی: Stiftelsen Vasa Studiebostäder) که ووآس (VOAS) نامیده می‌شود، بنیادی است که در سال ۱۹۷۲ تأسیس شد و به دانشجویان در منطقه واسا آپارتمان اجاره می‌دهد.
ووآس تقریباً ۱۷۰۰ واحد مسکونی دارد که بیشتر آنها در مناطق مرکز شهر واسا و پالوساری واقع شده‌اند. بنیاد مسکن دانشجویی واسا استودیوها، آپارتمان‌های مشترک و آپارتمان‌های خانوادگی اجاره می‌دهد. این بنیاد دفتری در مرکز واسا در Hartmaninkuja 4 است.
مدیرعامل بنیاد مارکو اولیمَکی (Marko Ylimäki) و رئیس هیئت مدیره جابر مک‌برین (Jaber McBreen) هستند.

## تاریخچه

### کمبود مسکن در پسِ تأسیس بنیاد
در دهه ۱۹۶۰، مؤسسات آموزش عالی گسترش یافتند و با این اتفاق، مسائل خوابگاه به بخشی از فعالیت‌های دانشجویی تبدیل شد. اتحادیه ملی دانشجویان دانشگاه در فنلاند (SYL) مسکن دانشجویان فنلاندی و بین‌المللی را که توسط آراوا تأمین مالی می‌شد، بررسی کرد. این تحقیقات منجر به اعتراض دانشجویان به دانشگاه‌ها شد و در نهایت به ایجاد مسکن‌های متمرکز بر دانشگاه در مقیاس فنلاندی منجر شد.
در مورد واسا، ساخت خوابگاه‌ها از ابتدا بخشی از بحث‌ها بود، زیرا تأسیس دانشکده اقتصاد واسا همزمان با عصر طلایی ساخت مسکن دانشجویی بود. SYL حتی قبل از تأسیس اتحادیه دانشجویان دانشگاه واسا در بحث‌های ساخت مسکن در واسا فعال بود. SYL این موضوع را با رئیس بنیاد دانشکده اقتصاد واسا، هانو اولکونیمی، در میان گذاشت و در مورد انتقادات دانشجویان از مناطق دانشگاهی صحبت کرد. این موضوع تا حدودی منجر به دیدگاهی شد که بر اساس آن مسکن دانشجویی می‌تواند در نقاط مختلف شهر، تا حدی به عنوان ساختمان‌های جداگانه یا در ارتباط با ساختمان‌های آپارتمانی ساخته شود. توسعه شهری تا حدودی با این واقعیت پشتیبانی می‌شد که خدمات ورزشی و فرهنگی در دسترس دانشجویان قرار می‌گیرد و نیازی به ساخت جداگانه آنها نیست.

### بنیادی که با همکاری اتحادیه‌های دانشجویی تأسیس شد
در سال ۱۹۶۹، اتحادیه SYL تصمیم گرفت مسکن دانشجویی را در جوامع مسکن دانشجویی محلی متمرکز کند و از سیاست مسکن همبستگی پیروی کند. در واسا، هیئت مشاوره‌ای در میان اتحادیه‌های دانشجویی برای بنیاد ساخت مسکن تأسیس شد و ابتکار این کار به اتحادیه دانشجویی تعلق داشت. از سال اول دانشکده اقتصاد، به همکاری بین اتحادیه‌های دانشجویی نیز توجه شده بود، زیرا تعداد اعضای این موسسه در آن زمان هنوز بسیار کم بود. در آغاز فعالیت‌های این بنیاد، مدارس فنی فنلاندی و سوئدی زبان، انجمن صنفی دانشکده اقتصاد، مدرسه مراقبت‌های بهداشتی سوئدی زبان و اتحادیه دانشجویی، نهادی برای همکاری به نام VOY تأسیس کردند که وظیفه آن گرد هم آوردن منافع مشترک سازمان‌ها بود.

### فهرست نقاط عطف تاریخی و فعالیت‌های ووآس
- تأسیس بنیاد ووآس: در ۲۱ آوریل ۱۹۷۲ برای بهبود شرایط زندگی دانشجویی در واسا.
- نخستین خانه‌های دانشجویی: ووآس ۱ در منطقه پالوساری در سال ۱۹۷۳ ساخته شد (VOAS I). خانه‌های ردیفی دو طبقه مناسب برای خانواده‌ها و دوستان.
- Villitys به عنوان خوابگاه مدرن با امکانات رفاهی و فضاهای عمومی مشترک در دهه ۷۰.
- دهه ۱۹۸۰: ساخت آپارتمان‌های متنوع و تمرکز بر گسترش ظرفیت؛ تا پایان دهه، ووآس قادر به اسکان ۲۲۰۰ دانشجو در بیش از ۱۰۰۰ واحد بود.
- VOAS VI (1983): طراحی مبتکرانه با سیستم بازیافت گرما؛ امروزه به‌نام «Siksak» شناخته می‌شود، خانه‌ای با هوای پاک و بدون حیوانات خانگی.
- ۱۹۸۷: متمرکزسازی خانه‌های دانشجویی تحت مالکیت ووآس با همکاری دانشگاه‌ها و شهرداری واسا.
- دهه ۹۰: تأسیس رستوران‌ها و هتل دانشجویی (All Stars و Hostel Tekla)؛ افزایش تعداد دانشجویان به ۱۰٬۰۰۰ نفر.
- Olympia: بزرگ‌ترین مجتمع مسکونی VOAS، ساخت آن از ۱۹۹۳ آغاز و سه سال به طول انجامید.
- دهه ۲۰۰۰: تمرکز مجدد بر مأموریت اصلی (ساخت و اجاره آپارتمان) و کاهش هزینه‌های جانبی.
- تحول دیجیتال: ارائه اینترنت در سال ۲۰۰۰ و امکان درخواست آنلاین از دهه ۹۰.
- افزایش آپارتمان‌های تک‌نفره: بازسازی و تبدیل واحدهای اشتراکی به واحدهای محبوب تک‌نفره (۲۵۰ واحد).
- پروژه Loftis (2016): ساخت مجدد آپارتمان مدرن با ۷۰ واحد شامل سونا و اینترنت.
- سال ۲۰۲۰: ۲۲۳۲ ساکن در ۱۶۸۵ آپارتمان؛ تمرکز بر رفاه، فضاهای عمومی، و پایداری زیست‌محیطی.[۱]

## اکنون
ووآس اکنون حدود ۱۷۰۰ آپارتمان و چندین محل تجاری دارد. گردش مالی سالانه آن تقریباً ۱۰.۴ میلیون یورو است. بنیاد مسکن دانشجویی واسا اعلام کرده بود در سال ۲۰۲۲ برای تقریباً ۲۵۰۰ دانشجوی واسا خانه فراهم خواهد کرد. ووآس همچنین به بسیاری از دانشجویان بین‌المللی تبادل و کارشناسی آپارتمان اجاره می‌دهد. این بنیاد ۵۰ ساله مسکن قابل اعتماد، مقرون به صرفه و اشتراکی ارائه می‌دهد. اکثر آپارتمان‌های این بنیاد در منطقه مسکونی دانشجویی پالوساری و محله المپیا در وورینکاپ واقع شده‌اند. بنیاد مسکن دانشجویی همچنین خانه‌های چوبی و سنگی قدیمی ساخته شده در قرن نوزدهم را در مرکز شهر واسا و منطقه پالوساری اجاره می‌دهد. ساکنان این فرصت را دارند که در کمیته ساکنان بر محیط زندگی خود تأثیر بگذارند و دفتر پردیس ووآس دانشگاه واسا نیز به ساکنان خدمات ارائه می‌دهد.